# Lüganuse
Lüganuse är en ort i Estland. Den ligger i Lüganuse kommun och landskapet Ida-Virumaa, i den nordöstra delen av landet, 130 km öster om huvudstaden Tallinn. Lüganuse ligger 41 meter över havet och antalet invånare är 454.
Terrängen runt Lüganuse är mycket platt. Runt Lüganuse är det ganska tätbefolkat, med 111 invånare per kvadratkilometer. Närmaste större samhälle är Kohtla-Järve, 13,9 km öster om Lüganuse. Trakten runt Lüganuse består till största delen av jordbruksmark.